# Коадж, Аллен
Аллен Джеймс Коадж, более известный как Бэд Ньюз Аллен и Бэд Ньюз Браун (22 октября 1943 — 6 марта 2007 года) — американский профессиональный реслер WWE, Stampede Wrestling и других организаций. Он выиграл бронзовую медаль в дзюдо в тяжёлом весе на летних Олимпийских играх 1976. Он остаётся единственным американским дзюдоистом-тяжеловесом, который выиграл олимпийскую медаль.

## Биография

### Ранняя карьера в дзюдо и реслинге
Первым тренером Аллена был Джозеф Фусильо. Аллен Коадж был чемпионом США по дзюдо и получил полную стипендию в Кодокан благодаря помощи Хэнка Крафта. До начала карьеры реслера Коадж на протяжении почти двух десятилетий занимался дзюдо под руководством тренера Ёсисады Ёнедзуки. В 1976 году он получил место в олимпийской сборной США на играх в Монреале. Он даже тренировался в Японии с мастерами дзюдо, жил в нищете, но сохранял верность своему виду спорта. После завоевания бронзовой медали Коадж попытался открыть свою собственную школу дзюдо. Позже он решил попробовать свои силы в профессиональном реслинге. Около 1978 года он начал тренироваться с Антонио Иноки.

### NJPW, WWE и Stampede Wrestling
Бэд Ньюз Аллен недолго выступал в New Japan Pro Wrestling и World Wrestling Entertainment, после чего перешёл в Stampede Wrestling Стю Харта, с центром в Калгари, где Аллен и поселился. Аллен оставался в Stampede с 1982 до 1988 года, в течение этого времени участвовал в турах по Австралии и Флориде и бился с такими борцами, как Динамит Кид и Брет Харт. Он часто называл себя в интервью «Последний Воин», это имя впоследствии закрепилось за другим реслером, Джимом Хеллвигом.

### Возвращение в WWE
Аллен вернулся в WWE в начале 1988 года под именем Бэд Ньюз Браун, тогда он достиг пика своей популярности. В то время как на ринге в основном дрались честные фейсы и трусливые хилы, Аллен представлял собой нечто совсем другое — жёсткий одиночка. В то время как другие хилы в основном создавали союзы друг с другом, Аллен был отшельником. Он не уважал никого и мог драться как с хилом, так и с фейсом (такими чертами характера впоследствии прославился Стив Остин). Он ярко выражал свою неприязнь ко всем коллегам-реслерам, когда отказывался от своих команд в Survivor Series 1988 и 1989 годов. Некоторые памятные моменты его карьеры в WWE: победа после внезапной атаки над Бретом Хартом в королевской битве на Рестлмании IV; недолгий фьюд с тогдашним чемпионом Рэнди Сэвиджем; фьюд с Родди Пайпером (начиная с Королевской битвы 1990 года и с кульминацией на Рестлмании VI) и с Джейком Робертсом; нападение на президента WWE Джека Танни на шоу «Братская любовь». Бэд Ньюз Аллен также пытался отобрать у Халка Хогана титул чемпиона WWF. Аллен, в конце концов, покинул WWE после SummerSlam 1990. По его словам, причиной его ухода стало то, что Винс Макмэн не сдержал обещание сделать Бэд Ньюз Аллена первым чернокожим чемпионом WWE.
Как сказано в автобиографии Динамит Кида, жёсткость Коаджа ярко проявилась в конфронтации Андре Гигантом, который якобы сделал расистский комментарий в туристическом автобусе New Japan Pro Wrestling. Коадж услышал его и заставил водителя остановить автобус, пошёл и призвал Гиганта выйти и драться с ним один на один. Андре не принял вызов, а потом извинился за свои слова.

### Поздняя карьера
В течение нескольких лет Коадж продолжал выступать в независимых федерациях, в том числе в японском Бусидо. Коадж завершил карьеру в 1999 году из-за повреждения колена. Он продолжал устраивать независимые шоу для друзей, живя в Калгари с женой, и планировал основать собственную федерацию. Кроме того, он преподавал борьбу с тренером Лео Жаном и работал охранником в торговом центре в Эрдри (провинция Альберта).

### Смерть
Аллен Коадж умер от сердечного приступа утром 6 марта 2007 года в общей больнице Рокивью, Калгари, его доставили туда из-за боли в груди.